# Saab 29 Tunnan
Il Saab J29 Tunnan, noto anche come J 29, è stato il primo aereo da caccia equipaggiato con motore a getto (nato fin dall'inizio per questo tipo di propulsore) progettato dalla Saab svedese, nonché il primo europeo dotato di ala a freccia.
Il nome Tunnan (in svedese Barile) gli è dovuto in ragione della forma tozza, causata dall'adozione di un turbogetto a compressore centrifugo. Sovente è stato denominato anche come Flygande tunnan (Barile volante).

## Storia del progetto
Inizialmente il progetto prevedeva un'architettura tradizionale con ala dritta motorizzato dal turboreattore de Havilland Goblin (prodotto su licenza e già impiegato sul Saab 21R).

L'acquisizione degli studi realizzati in Germania nel corso della guerra sull'ala a freccia e l'acquisto della licenza per la produzione del de Havilland Ghost, fecero apportare sostanziali modifiche al progetto iniziale. In particolare l'ala a freccia di 25° era stata dapprima testata in scala su un Saab 91 Safir appositamente modificato.
Il primo volo del nuovo velivolo avvenne quindi il 1º settembre 1948, mentre i primi ordini di produzione giunsero nella primavera del 1951 ed i primi esemplari entrarono in servizio con la Svenska flygvapnet sul finire dello stesso anno.

## Descrizione tecnica

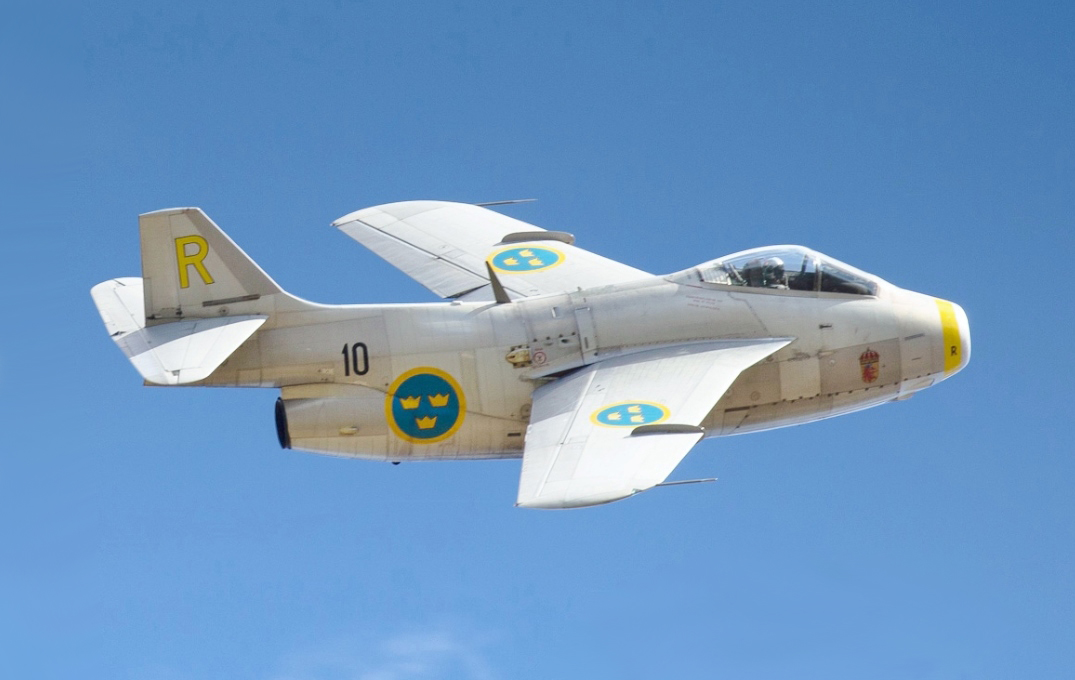
Un Saab 29 in volo.

L'aereo di per sé era molto compatto, dato che la cellula era stata letteralmente disegnata intorno al propulsore; l'ala a freccia e di corda piuttosto larga (inizialmente ancora priva del caratteristico "dente di cane") unitamente alla potenza del turbogetto garantivano versatilità e prestazioni all'altezza dei migliori velivoli da caccia dell'epoca.
Gli elementi posteriori del carrello erano alloggiati nella fusoliera poiché l'ala era in posizione media. I piani di coda erano raggruppati su una trave sporgente da una corta fusoliera.
Quattro cannoni erano sistemati nel muso sotto la presa d'aria del motore, mentre l'adozione della presa d'aria frontale impediva l'installazione di radar sofisticati a bordo del velivolo. L'abitacolo era in posizione molto elevata, con un'ottima visuale per il pilota.

## Impiego operativo

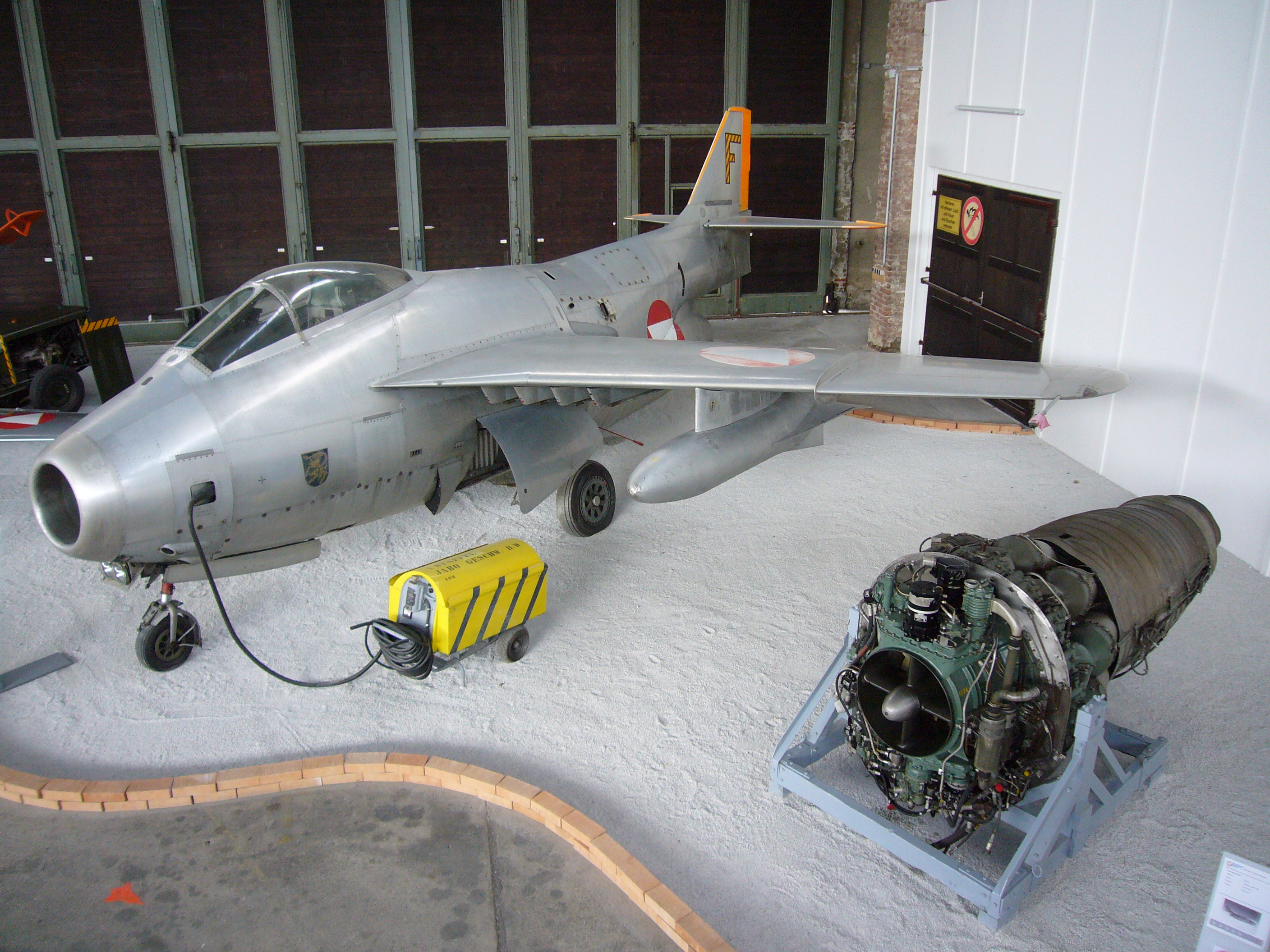
Il J29F "Giallo F" della Österreichische Luftstreitkräfte ed il motore Ghost, esposti presso il Luftfahrtmuseum sito presso la base di Zeltweg (2006).

Il Tunnan entrò in linea a partire dai primi anni cinquanta ed ebbe subito modo di farsi notare strappando il primato di velocità all'F-86 Sabre, e presto divenne il principale intercettore dell'aviazione svedese. Dal 1953 entrò in linea anche il modello da ricognizione, mentre il definitivo "F" divenne operativo nell'anno seguente; la produzione cessò nel 1956 con 656 velivoli prodotti. In servizio si dimostrò molto robusto ed affidabile, riuscendo a superare lo scetticismo iniziale sulle capacità autarchiche dell'industria svedese.
Il Tunnan difese accanitamente la neutralità svedese nel periodo più difficile del confronto Est-Ovest, rimanendo in servizio per oltre 10 anni. Ebbe anche modo di entrare in azione in un contesto diverso, quando la Svezia partecipò agli inizi degli anni sessanta alla repressione della guerra civile in Congo.
Alcuni Tunnan modello "F" usati sono stati acquistati dall'Austria nel 1961 per la Österreichische Luftstreitkräfte.
Un aereo della Svenska Flygvapnet di passaggio in territorio italiano, a causa di un grave guasto all'impianto propulsivo non fu più in grado di ripartire e rimase in Italia donato dal governo svedese. L'esemplare, matricola 29543/19, è stato esposto negli anni ottanta presso il Museo storico dell'Aeronautica Militare di Vigna di Valle, nel Padiglione SKEMA dedicato ai velivoli più recenti della storia aeronautica. Attualmente l'aereo non è più esposto al Museo e risulta restituito alla Svezia.

## Versioni

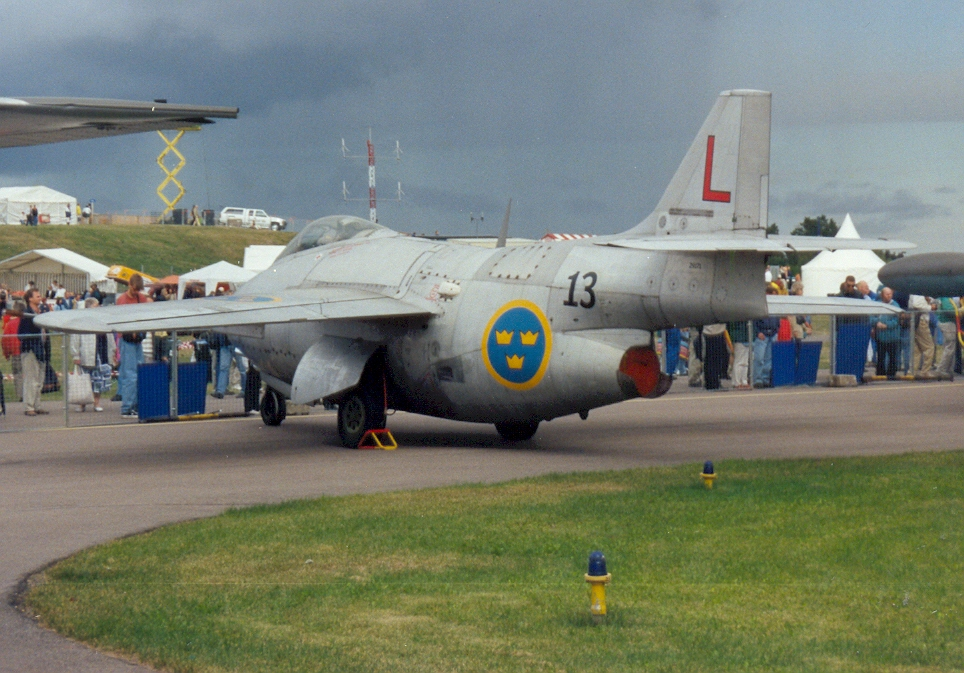
Vista posteriore del Saab 29.

- J 29A: il primo modello della serie, intercettore puro (in svedese Jakt) armato dei soli quattro cannoni calibro 20 mm. Furono prodotti 200 esemplari.
- J 29B: seconda versione di serie (consegnata nei primi mesi del 1953); dotata di serbatoi interni maggiorati.
- A 29B: versione da attacco, praticamente identica alla J29B.
- S 29C: ricognitore (in svedese Spaning); aveva sei macchine fotografiche al posto dei cannoni; in un secondo tempo venne dotata del profilo alare introdotto dalla versione "E".
- J 29D: pochi esemplari prodotti per la sperimentazione del motore fornito di un postbruciatore.
- J 29E: il caccia Tunnan si evolse in questo modello, il primo dotato sia di postbruciatore che del bordo alare modificato, con l'introduzione del "dente di cane".
- J 29F: versione da caccia definitiva, incorporava tutte le modifiche delle precedenti versioni; in piloni sub-alari erano alloggiati due missili AIM-9 Sidewinder;
- A 29F: versione da attacco; l'armamento (in aggiunta a quello della versione da caccia) prevedeva l'utilizzo di una vasta gamma di razzi da 75,150 e 180 mm.

Dati sulle versioni tratti da Enciclopedia L'Aviazione

## Utilizzatori
Austria
- Österreichische Luftstreitkräfte

 Svezia
- Svenska flygvapnet

 Nazioni Unite
- Svenska flygvapnet

### Pubblicazioni
- (EN) Lennart Berns, Robin Lindholm, Saab J 29 Tunnan, in International Air Power Review, n. 13, 2004,  pp. 152-173.